# Équipe du Tchad de football
Cet article traite de l'équipe masculine. Pour l'équipe féminine, voir Équipe du Tchad féminine de football.
Maillots
L'équipe nationale du Tchad de football rassemble les meilleurs joueurs tchadiens de football. Elle représente la Fédération tchadienne de football lors des rencontres internationales.

## Histoire
L'équipe joue son premier match face au Dahomey le 11 avril 1963 au Sénégal et se voit battue 6 buts à 2[réf. nécessaire].
Entre 1976 et 1990, 17 matchs ont lieu, tous amicaux, contre la République centrafricaine, le Gabon, la Guinée équatoriale et le Cameroun[réf. nécessaire].

## Sélectionneurs
- Viktor Sokolov : 1967[2]
- Vasily Sokolov : 1968[2]
- Viktor Sokolov : 1967[2]
- 🇫🇷 Marcel Dugrand : 1975
- Anzor Kavazachvili : 1976–1977
- Marcel Mao : 1987[2]
- Moussaro Ngongolo : 1998[3]
- Yann Djim Ngarlendana : 1998[3]
- Douba Djibrine : 1999[4]
- Marcel Mao : 2000[5]
- Jean-Paul Akono : Juillet 2002–2003[2],[6]
- Yann Djim Ngarlendana : 2003[7]
- Yann Djim Ngarlendana : 2005, 2006[7]
- Moudou Kouta : 2006
- Natoltiga Okalah : 2006–2007
- Mahamat Adoum : 2007
- Natoltiga Okalah : 2008
- Sherif El-Khashab : 2009–2011[8]
- Moudou Kouta : Septembre 2011–Décembre 2013
- Emmanuel Trégoat : Février 2014-Septembre
- Moudou Kouta : novembre 2015-juin 2019
- Djimtan Yamtamadji: Juin 2019- Août 2019
- Emmanuel Trégoat : août 2019 - octobre 2020
- Djimtan Yamtamadji : octobre 2020 - février 2022
- Mahamat Allamine Abakar[9] : février 2022 - septembre 2023
- Kévin Nicaise[10] : depuis octobre 2023-février 2025
- Tahir Zakaria[11] : février 2025-31 juillet 2025
- Raoul Savoy : depuis août 2025.

## Effectif actuel
Le tableau suivant dresse la liste des joueurs sélectionnés pour les éliminatoires de la Coupe du monde 2026,.
Mise a jour le 16 mars 2025

## Palmarès

### Classement FIFA
| Année              | 1993 | 1994 | 1995 | 1996 | 1997 | 1998 | 1999 | 2000 | 2001 | 2002 | 2003 | 2004 | 2005 | 2006 | 2007 | 2008 | 2009 | 2010 | 2011 | 2012 | 2013 | 2014 | 2015 | 2016 | 2017 | 2018 | 2019 | 2020 | 2021 | 2022 | 2023 | 2024 | 2025 |
| ------------------ | ---- | ---- | ---- | ---- | ---- | ---- | ---- | ---- | ---- | ---- | ---- | ---- | ---- | ---- | ---- | ---- | ---- | ---- | ---- | ---- | ---- | ---- | ---- | ---- | ---- | ---- | ---- | ---- | ---- | ---- | ---- | ---- | ---- |
| Classement mondial | 166  | 175  | 180  | 188  | 184  | 178  | 166  | 163  | 176  | 173  | 152  | 168  | 159  | 142  | 141  | 119  | 145  | 141  | 143  | 140  | 164  | 146  | 114  | 152  | 168  | 175  | 145  | 177  | 181  | 181  | 181  | 176  | 177  |

### Coupe du monde
| Année | Position    |      | Année       | Position |                   | Année | Position |
| 1930  | Non inscrit | 1970 | Non inscrit | 2002     | Tour préliminaire |       |          |
| 1934  | Non inscrit | 1974 | Non inscrit | 2006     | Tour préliminaire |       |          |
| 1938  | Non inscrit | 1978 | Non inscrit | 2010     | Tour préliminaire |       |          |
| 1950  | Non inscrit | 1982 | Non inscrit | 2014     | Tour préliminaire |       |          |
| 1954  | Non inscrit | 1986 | Non inscrit | 2018     | Disqualifiée      |       |          |
| 1958  | Non inscrit | 1990 | Non inscrit | 2022     | Tour préliminaire |       |          |
| 1962  | Non inscrit | 1994 | Non inscrit | 2026     | À venir           |       |          |
| 1966  | Non inscrit | 1998 | Non inscrit |          |                   |       |          |

### Coupe d'Afrique des nations
| Année | Position    |      | Année             | Position |                   | Année   | Position |
| 1957  | Non inscrit | 1982 | Non inscrit       | 2006     | Tour préliminaire |         |          |
| 1959  | Non inscrit | 1984 | Non inscrit       | 2008     | Tour préliminaire |         |          |
| 1962  | Non inscrit | 1986 | Non inscrit       | 2010     | Disqualifiée      |         |          |
| 1963  | Non inscrit | 1988 | Non inscrit       | 2012     | Tour préliminaire |         |          |
| 1965  | Non inscrit | 1990 | Non inscrit       | 2013     | Tour préliminaire |         |          |
| 1968  | Non inscrit | 1992 | Tour préliminaire | 2015     | Tour préliminaire |         |          |
| 1970  | Non inscrit | 1994 | Forfait           | 2017     | Tour préliminaire |         |          |
| 1972  | Non inscrit | 1996 | Non inscrit       | 2019     | Disqualifiée      |         |          |
| 1974  | Non inscrit | 1998 | Non inscrit       | 2021     | Tour préliminaire |         |          |
| 1976  | Non inscrit | 2000 | Tour préliminaire | 2023     | Tour préliminaire |         |          |
| 1978  | Non inscrit | 2002 | Non inscrit       | 2025     | À venir           |         |          |
| 1980  | Non inscrit | 2004 | Tour préliminaire |          | 2027              | À venir |          |

### Coupe de l'UDEAC
- Quatrième place, en 1985 derrière le Gabon, le Congo et le Cameroun ;
- Finaliste en 1986 et 1987, derrière le Cameroun ;
- Quatrième place, en 1989 derrière le Cameroun, le Gabon et le Congo ;
- Troisième place, en 1990 derrière le Congo et le Cameroun ;

### Coupe de la CEMAC
- Finaliste en 2005, derrière le Cameroun ;
- Quatrième place en 2006 derrière la Guinée équatoriale, le Cameroun et le Gabon ;
- Troisième place en 2007 derrière le Congo et le Gabon ;
- Quatrième place en 2008 derrière le Cameroun, le Congo et la République centrafricaine ;
- Troisième place en 2009 derrière la République centrafricaine et la Guinée équatoriale ;
- Quatrième place en 2010 derrière le Congo, le Cameroun et la République centrafricaine.
- Première place en 2014 battant le Congo Brazzaville en Finale 3-2.

### Principaux joueurs
- Japhet N'Doram
- Nabatingue Toko
- Casimir Ninga
- Azrack Mahamat
- Ézéchiel Ndouassel
- Lokissimbaye Loko
- Marius Mouandilmadji

## Infrastructures
Les joueurs de l'équipe nationale s'entraînent à l'académie de football Farcha Mélèzi, créée en 2017 à N'Djamena avec l'approbation de la Fifa,.  L'équipe a deux stades: le Stade omnisports Idriss-Mahamat-Ouya (20 000 places) inauguré en 1973, et le Stade omnisports de Mandjafa (30 000 places) inauguré en 2025,.